# Jet Lag (film)
Jet Lag è un film del 2002 diretto da Danièle Thompson.
La pellicola ha per protagonisti Jean Reno e Juliette Binoche.

## Trama
Rose è una donna in fuga verso Città del Messico che incontra Felix, un cuoco di successo, diretto a Monaco per rimettere in piedi una storia importante. Quando condividono una camera d'albergo, scoprono di avere molte cose in comune.